# Recław
Recław [ˈrɛt͡swaf] (German Hagen) là một ngôi làng thuộc khu hành chính của Gmina Wolin, thuộc hạt Kamień, West Pomeranian Voivodeship, ở phía tây bắc Ba Lan. Nó nằm khoảng 2 kilômét (1 mi) phía đông của Wolin, 18 km (11 mi) về phía tây nam Kamień Pomorski và 48 km (30 mi) phía bắc thủ đô khu vực Szczecin.
Ngôi làng có dân số là 290 người.